# Viện đại học cộng đồng Duyên hải
Viện đại học cộng đồng Duyên hải là một trong 6 trường đại học công lập tại miền Nam Việt Nam trước năm 1975. Đây là một cơ sở đại học theo mô hình đại học cộng đồng, đào tạo nhân lực cho 3 tỉnh và 2 thành phố ở duyên hải miền Trung là tinh  Khánh Hòa, tỉnh Ninh Thuận, tỉnh  Phú Yên, thành phố Nha Trang và thành phố Cam Ranh. Trường chỉ hoạt động được 3 năm, từ năm 1972 đến năm 1975, tuyển sinh được 3 khóa.
Khóa 1 của trường (1972-1974) có 139 sinh viên tốt nghiệp (gồm các lớp sư phạm lý hóa-vạn vật, Anh văn và Pháp văn). Đây cũng là khóa duy nhất của trường hoàn tất chương trình học tập. 

## Bối cảnh
Trước năm 1972, tại miền Nam Việt Nam chỉ có 3 trường đại học công lập là Viện Đại học Sài Gòn, Viện Đại học Huế và Viện Đại học Cần Thơ. Để giảm tải cho các trường nói trên và tạo thuận lợi cho các học sinh ở địa phương , đầu năm học 1972-1973 chính quyền Việt Nam Cộng hòa quyết định thành lập 2 trường đại học cộng đồng tại Mỹ Tho và Nha Trang  dựa theo sắc lệnh số 503-TT/SL ký ngày 15/8/1971. 
Cơ sở tại Mỹ Tho có tên là viện đại học cộng đồng Tiền Giang. 
Cơ sở tại Nha Trang có tên là Viện Đại cộng đồng Duyên Hải với các ngành đào tạo thiên về nông ngư nghiệp và mục tiêu cung cấp nhân sự cho 3 tỉnh duyên hải miền Trung Khánh Hòa, Ninh Thuận, Phú Yên và 2 thành phố Nha Trang, Cam Ranh. 
Sau đó, cơ sở tại Đà Nẵng mang tên viện đại học cộng đồng Quảng Đà được thành lập năm 1974.
Còn cơ sở tại Vĩnh Long mang tên viện đại học cộng đồng Long Hồ, dự kiến sẽ đi vào hoạt động vào năm 1975. Tuy nhiên, kế hoạch này không thể thực hiện được do sự sụp đổ của chính quyền Việt Nam Cộng hòa.

## Tổ chức đào tạo
Văn phòng của trường được đặt tại 46 Lê Văn Duyệt (nay là đường Nguyễn Thiện Thuật) 
Các phòng thí nghiệm vật lý, hóa học, động vật, thực vật và địa chất được đặt tạm thời trong khuôn viên của văn phòng nhà trường và Hải Học Viện. 
Trong năm học đầu tiên (1972-1973) vì chưa có cơ sở vật chất cho nên sinh viên phải học tại Hải Học Viện Nha Trang (nay là Viện Hải Dương Học Nha Trang). Đến năm 1973 trường được giao khu đất gần đèo Rù Rì (trước đây là căn cứ của sư đoàn Bạch Mã của Hàn Quốc)  để xây dựng trường, cho nên năm học 1973-1974 sinh viên được học tại đây. Trường có tổ chức xe buýt để đưa đón sinh viên đi học.
Là mô hình trường đại học cộng đồng cho nên trường chỉ có hai khoa: Khoa căn bản và khoa chuyên nghiệp. Thời gian đào tạo là 2 năm.
Khoa căn bản gồm các lớp giống như các trường đại học khác tại miền Nam Việt Nam bấy giờ. Sau khi tốt nghiệp, các sinh viên phải tiếp tục học thêm 2 năm ở các trường đại học Sài Gòn, Cần Thơ .... để hoàn chỉnh chương trình đại học.
Khoa chuyên nghiệp gồm các lớp sư phạm, lớp điện tử, lớp ngư nghiệp.... Sinh viên tốt nghiệp các lớp sư phạm được bổ nhiệm làm Giáo sư Trung học đệ nhứt cấp (giáo viên cấp 2) tại các trường trung học ở 3 tỉnh Ninh Thuận, Khánh Hòa và Phú Yên và 2 thành phố Nha Trang và Cam Ranh. 
Lãnh đạo và giảng viên của trường
Viện trưởng: Ông Trần ngọc Lợi
Khoa trưởng khoa chuyên nghiệp: Ông Lê hữu Phúc
Khoa trưởng khoa căn bản: Ông Nguyễn ngọc Thạch

Giám đốc sư phạm: Ông Ngô đình Chiếu
Trưởng phòng giáo vụ: Ông Trần đăng Nhơn
Trưởng phòng sinh viên vụ: Ông Trương hồng Sơn
Giảng viên: Ông Cung giũ Nguyên, ông Lê nguyên Diệm, ông Đoàn văn Thông, ông Hoàng quốc Vượng, ông Phan Bom, ông Nguyễn Thế, ông Nguyễn văn Xuân, ông Phạm xuân Nhu, ông Nguyễn Trực, ông Lâm ngũ Chi, ông Nguyễn văn Dương, ông Phan đình Quế ....
Do lực lượng giảng viên thiếu và yếu, đa số giảng viên mới có bằng Cử nhân, cho nên các giảng viên làm công tác lãnh đạo cũng phải giảng dạy. Đồng thời trường phải mời nhiều giảng viên từ các trường đại học Sài Gòn và Đà Lạt đến giảng dạy như: Ông Trần kim Thạch, bà Tô ngọc Anh, ông Lê công Kiệt, ông Nguyễn thông Minh, ông Nguyễn Minh, linh mục Nguyễn văn Đời, ông Nguyễn trúc Đỉnh ....

## Vĩ thanh
Sau ngày 30 tháng 4 năm 1975, chính quyền mới tiếp quản trường. Ban sư phạm được giải thể, các sinh viên sư phạm một số được chuyển sang học tiếp tục tại trường Cao đẳng Sư phạm Nha Trang, một số được phân công công tác dạy học. Các ban còn lại được tái tổ chức để chuyển đổi thành trường Đại học Duyên hải. Theo đó, trường tiếp tục đào tạo 102 sinh viên cũ còn lại của Khoa cơ bản và hai ngành Điện tử và Ngư nghiệp theo hệ Cao đẳng đến hết tháng 9 năm 1977, với sự tăng cường của các giảng viên từ các trường Đại học Cần Thơ, Đại học Hải sản Nha Trang đến thỉnh giảng. Sinh viên tốt nghiệp hệ Cao đẳng được Bộ Đại học và Trung học Chuyên nghiệp bố trí làm việc ở 2 tỉnh Phú Khánh và Nghĩa Bình.
Ngày 6 tháng 12 năm 1976, trường một lần nữa đổi tên thành trường Đại học dự bị Phú Khánh, với chức năng mới là cơ sở bồi dưỡng kiến thức văn hóa cho học sinh là con em trong diện chính sách: con cán bộ, con gia đình thương binh, liệt sĩ, gia đình có công với cách mạng, bản thân là bộ đội đi học, con em đồng bào dân thiểu số… đã được tuyển vào hệ Dự bị đại học của các trường Đại học Tây Nguyên, Đại học Thủy sản Nha Trang, Đại học Sư phạm Quy Nhơn, Đại học Tài chính Kế toán thành phố Hồ Chí Minh, và Cao đẳng Kiểm sát thành phố Hồ Chí Minh.
Từ năm học 1983-1984, trường được giao bổ sung thêm chức năng đào tạo hệ Dự bị đại học hệ 2 năm, đối tượng tuyển sinh là học sinh dân tộc thiểu số thuộc các tỉnh duyên hải miền Trung từ Đà Nẵng đến Ninh Thuận và 4 tỉnh Tây Nguyên đã tốt nghiệp Trung học phổ thông hoặc Bổ túc văn hóa cấp III đã dự thi vào các trường đại học nhưng không đậu hoặc không dự thi đại học. Đến này 6 tháng 12 năm 1989, trường được đổi tên thành Trường dự bị đại học dân tộc trung ương Nha Trang và duy trì tên gọi này cho đến ngày nay.